# Зелёный (Костромская область)
Зелёный — поселок в Красносельском районе Костромской области. Входит в состав Боровиковского сельского поселения.

## География
Находится в юго-западной части Костромской области на расстоянии приблизительно 17 км на север-северо-запад по прямой от районного центра поселка Красное-на-Волге на левом берегу реки Покша.

## История
Существование поселка связано было долгие годы с функционированием санатория им. Ивана Сусанина. Ныне санаторий заброшен.

## Население
Постоянное население составляло 107 человек в 2002 году (русские 96 %), 92 в 2022.